# David Perkins
David Perkins (Heysham, 21 giugno 1982) è un ex calciatore inglese, di ruolo centrocampista.

## Caratteristiche tecniche
Mediano, può giocare come centrocampista centrale o come esterno sinistro.

## Carriera
I suoi primi anni di carriera, al Morecambe, sono tra i semiprofessionisti, nella Conference National, il quinto livello del calcio inglese. Arriva al professionismo a 25 anni, con la casacca del Rochdale, società di quarta categoria che ne rileva il cartellino in cambio di una cifra corrispondente a circa 20000 €. Dopo un solo anno e mezzo passa al Colchester United per 75000 €, approdando in terza divisione. Nel 2011 è acquistato dal Barnsley, club che lo schiera regolarmente a centrocampo durante le sfide di Championship. Il 17 gennaio 2014 si trasferisce a Blackpool, restando in seconda divisione.

## Palmarès

### Club

#### Competizioni nazionali
- Football League One: 2

Wigan: 2015-2016, 2017-2018